# Alianza Progresista (Uruguay)
La Alianza Progresista es un sector político uruguayo fundado en el año 1999 y perteneciente al Frente Amplio. Se identifica con la lista 738.

## Generalidades
Sus principales líderes son Rodolfo Nin Novoa y Héctor Lescano. La Alianza Progresista se considera como una de las agrupaciones más moderadas de la coalición, junto con Asamblea Uruguay y el Nuevo Espacio. 
Debido a diferencias internas sobre qué precandidato frenteamplista apoyar para las  elecciones internas de Uruguay de 2009, se decidió que el sector participaría de dichos comicios con dos listas. La que recibe el apoyo mayoritario del partido apoyó a Danilo Astori y una corriente minoritaria liderada Víctor Rossi apoyó a Marcos Carámbula.
A fines de agosto de 2009, la Alianza Progresista se integró al Frente Liber Seregni, junto con Asamblea Uruguay, el Nuevo Espacio y otras agrupaciones.
En las elecciones parlamentarias de octubre de 2009, la Alianza Progresista obtuvo un senador y un diputado.
Además de Nin Novoa y Lescano, otras figuras destacadas son Óscar de los Santos y Liliam Kechichian.